# Maulan
Maulan település Franciaországban, Meuse megyében. Lakosainak száma 107 fő (2022. január 1.). Maulan Fouchères-aux-Bois, Ligny-en-Barrois, Nant-le-Grand és Nant-le-Petit községekkel határos.

## Népesség
A település népességének változása:
| Lakosok száma | 80   | 99   | 97   | 109  | 104  | 115  | 117  | 111  | 108  | 107  |
|               | 1968 | 1982 | 1990 | 2006 | 2013 | 2015 | 2017 | 2019 | 2020 | 2022 |